# トライアンフ・モーター・カンパニー
トライアンフ・モーター・カンパニー（Triumph Motor Company）は、イギリスにかつて存在した自動車メーカーおよびブランド。現在「トライアンフ」の商標はBMWが所有している。
トライアンフの始まりは、ジークフリート・ベットマンが1885年に創立した S. Bettmann & Co であり、同社はヨーロッパから自転車を輸入し、自身の名を付けてロンドンで販売していた。「トライアンフ」の商標は翌年に定められ、1887年にベットマンはパートナーのモリッツ（モーリス）シュルトと手を組んだ。1889年に両者はコヴェントリーで自身の手による自転車の製造を始めた。

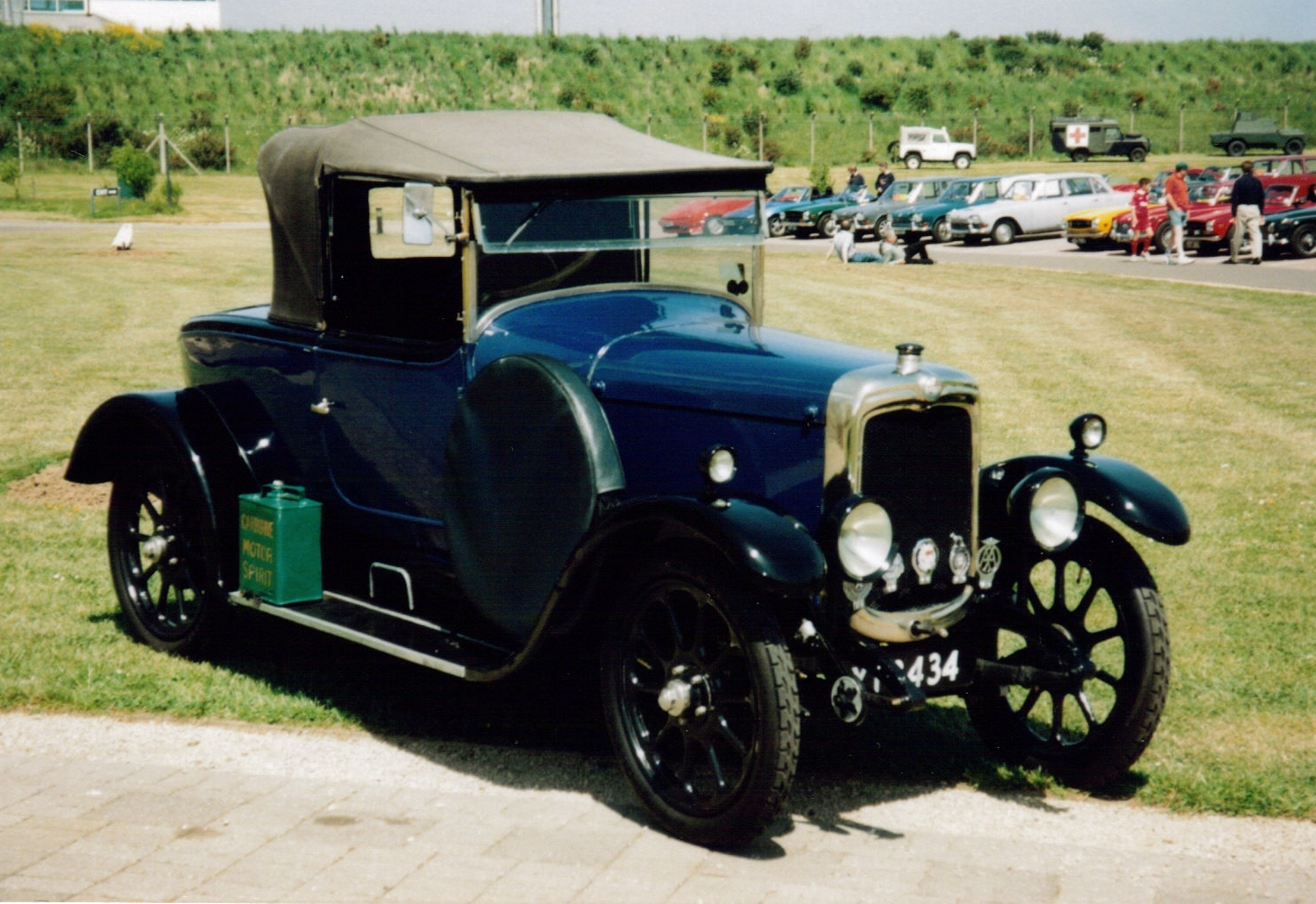
1923年 トライアンフ・10/20

## 歴史

### トライアンフ・サイクル・カンパニー
会社は1897年にトライアンフ・サイクル Co. Ltd.と改名した。1902年にはトライアンフ・モーターサイクルがコヴェントリーのマッチパーク・ストリートに設立された。当初彼らは他の会社から購入したエンジンを使用したが、ビジネスの成功に伴い彼らは間もなく自身でエンジンを製造し始めた。1907年に彼らは新たな工場を建設するためにプライオリー・ストリートに面した紡績工場の建物を購入した。第一次世界大戦の間にイギリス陸軍から550ccのモデルHが大量に注文された。1918年までにトライアンフがイギリスで最大のオートバイメーカーとなった。

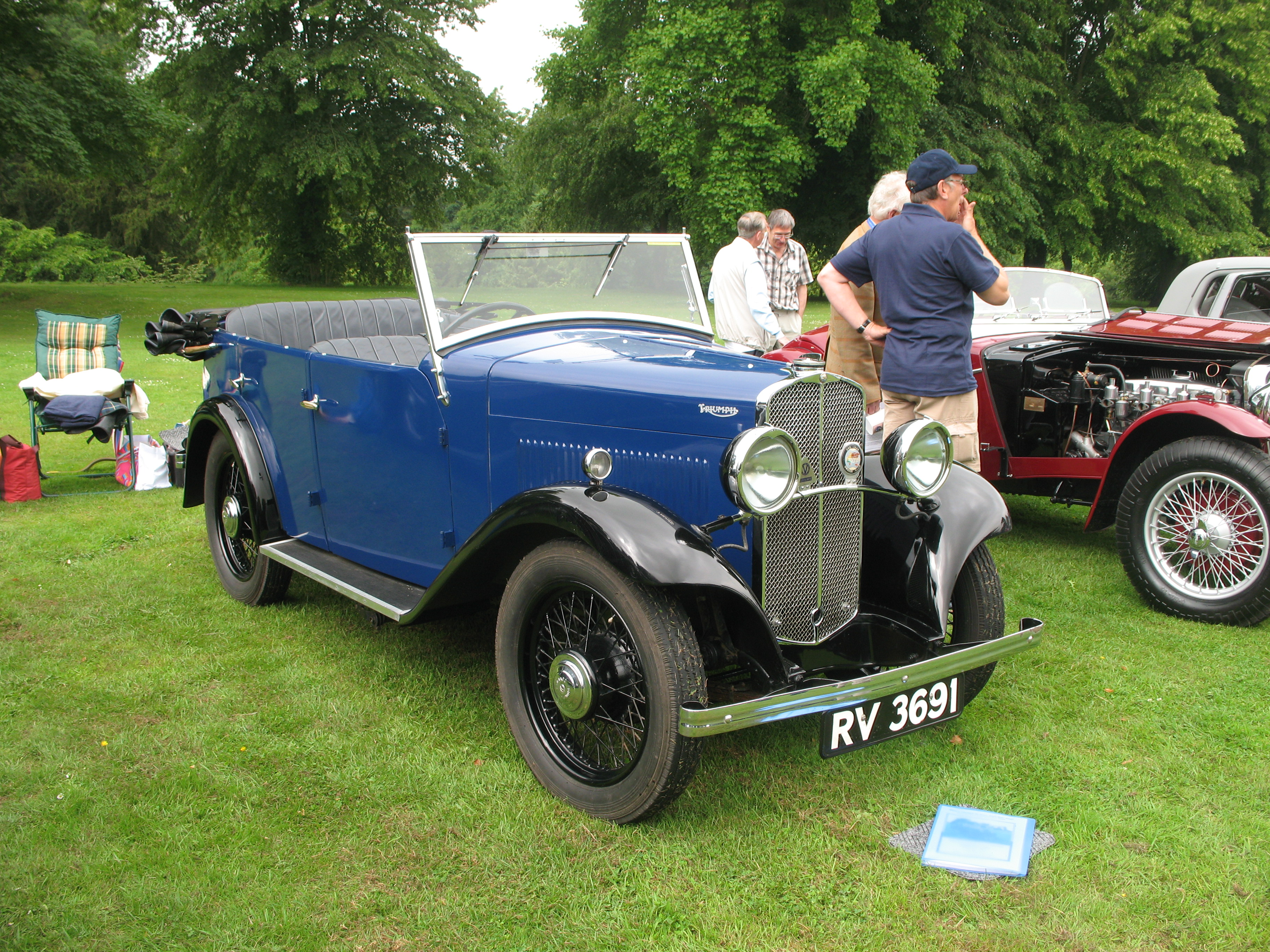
1931年 トライアンフ・スーパー9, 4ドアツアラー

1921年、ベットマンはゼネラルマネージャーのクロード・ホルブルック（1919年入社）から説得され、ドーソン・カー・カンパニーの資産とクレイ・レーンの建物を得て、自動車の生産を始めた。リー・フランシス設計の1.4リッターのエンジンを積んだ車はトライアンフ・10/20と名付けられ、1台売れるごとにロイヤリティが支払われた。この車及び後継車の生産はそれほど多くなかったが、1927年に導入されたトライアンフ・スーパー7からは生産量が変化し、1934年まで多くの車両が販売された。

### トライアンフ・モーター・カンパニー

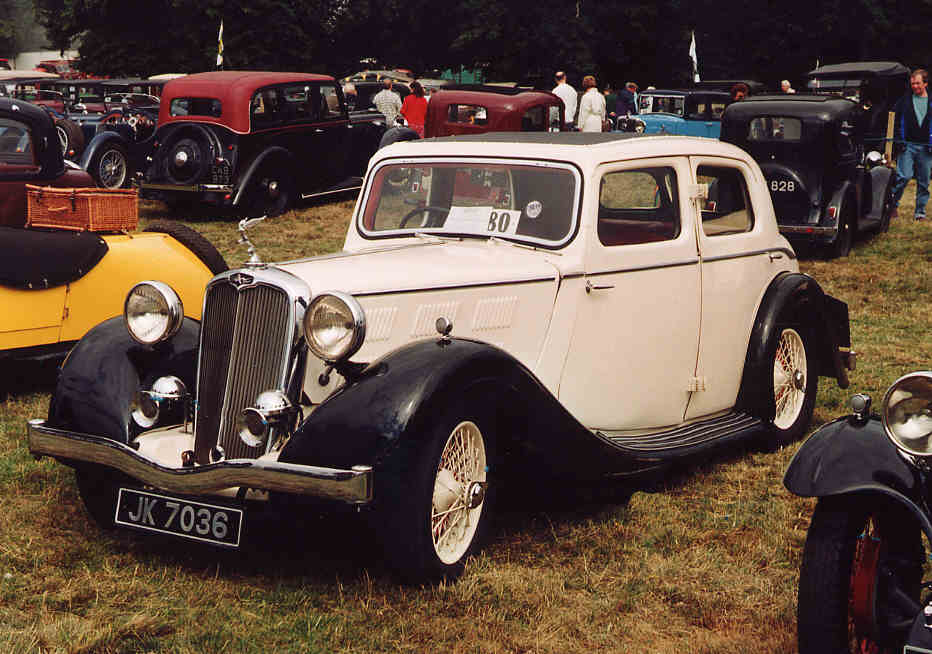
1934年 トライアンフ・グロリア・シックス

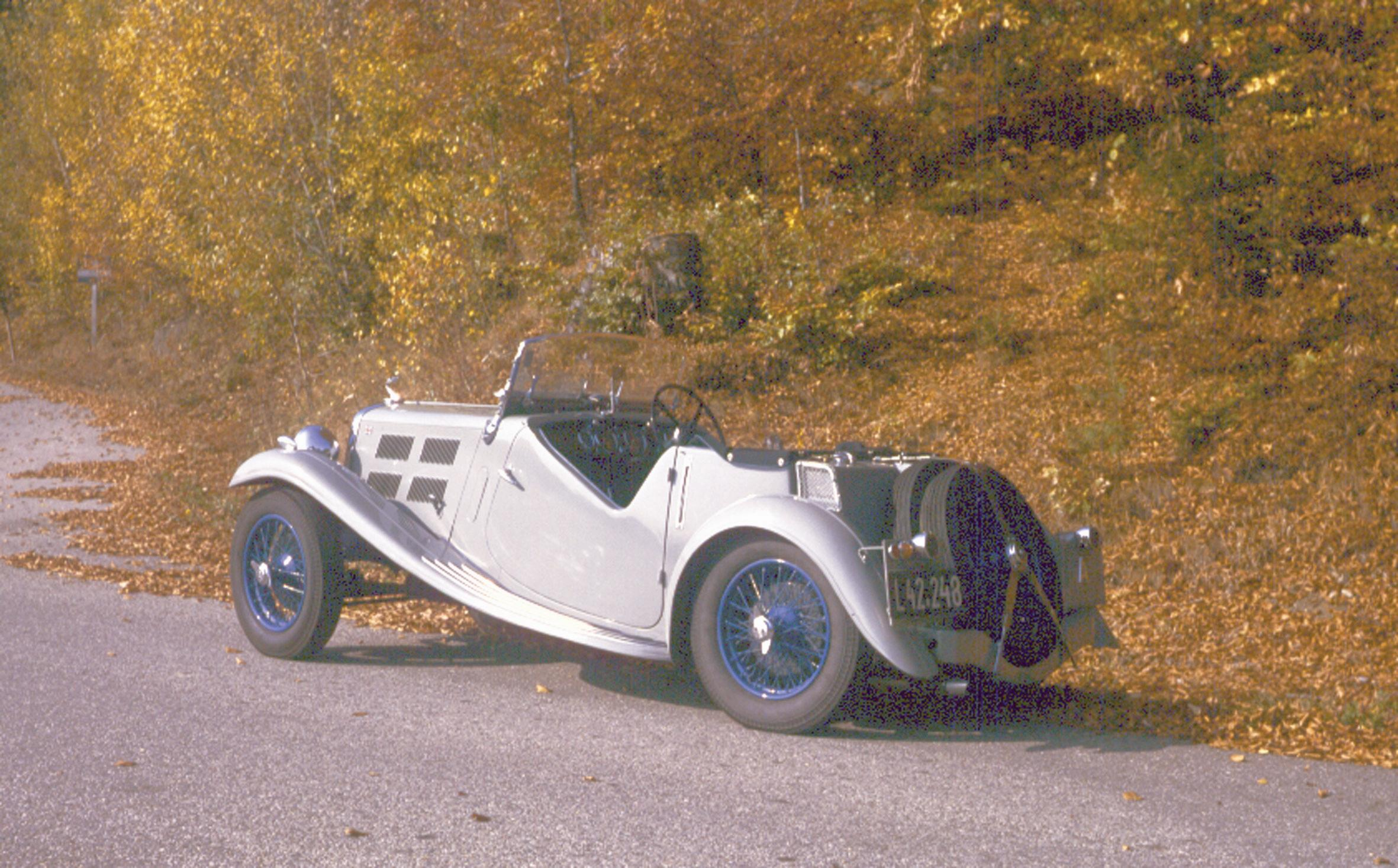
1936年 トライアンフ・グロリア・サザンクロス 10.8 HP (four, 1,232 cc)

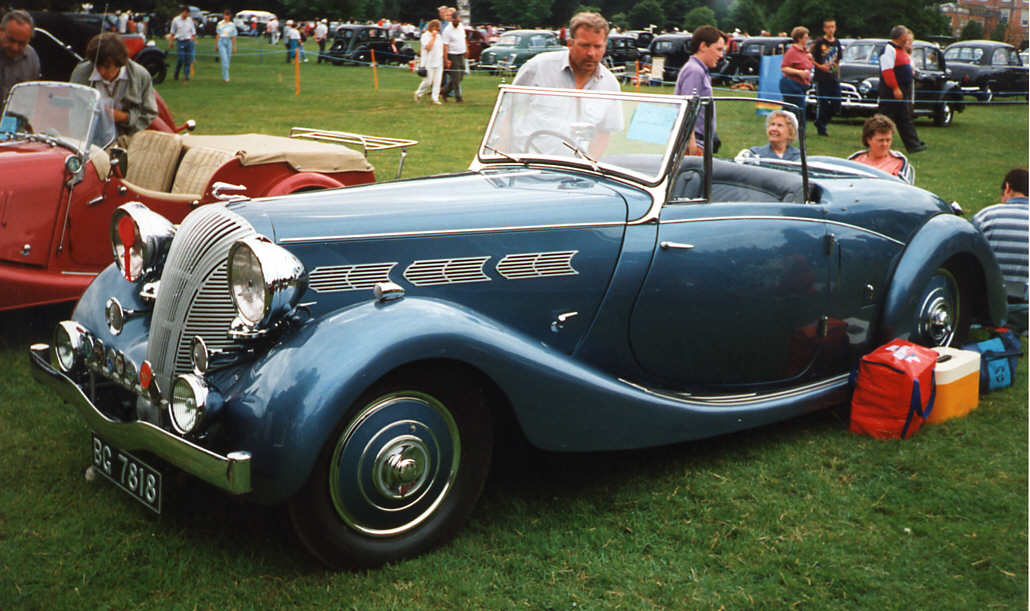
1937年 トライアンフ・ドロマイト・ロードスター

1930年に会社の名前はトライアンフ・モーター・カンパニーと変更された。ホルブルックは市場においてより大きな自動車会社とは争うことができないと実感し、彼は高級車の生産に注力することを決め、サザンクロスとグロリアを投入した。これらのモデルは当初コヴェントリー・クライマックスが設計し、トライアンフが製造したエンジンを搭載したが、1937年にトライアンフはドナルド・ヒーリーの設計による自身のエンジンを生産し始めた。ヒーリーは1934年から会社の実験部長を務めていた。
しかしながら同社は財政的な問題に遭遇した。1932年、自転車部門をラレー自転車に売却し、1936年にはオートバイ部門が自動車部門から切り離され、オートバイ会社・アリエルを再生させた実業家、ジャック・サングスターに買収され、トライアンフ・エンジニアリングと改名された。ヒーリーはアルファロメオ・8C 2300を購入、アルファに感化され直列8気筒エンジンを搭載したトライアンフ・ドロマイトを開発した。それは1934年に3台が生産され、その内の1台はレースでのアクシデントで破壊された。1937年から40年にかけて生産されたドロマイトはこれらのプロトタイプとは無関係であった。
1939年7月、トライアンフ・モーター・カンパニーに対して工場と生産設備の買収提案がなされた。トーマス・W・ワード Ltd.が同社を買収し、ヒーリーを社長に指名した。しかしながら第二次世界大戦の影響で車の生産は停止し、1940年にはホルブルックが購入したレーンの工場が爆撃によって完全に破壊された。

### スタンダード・トライアンフ

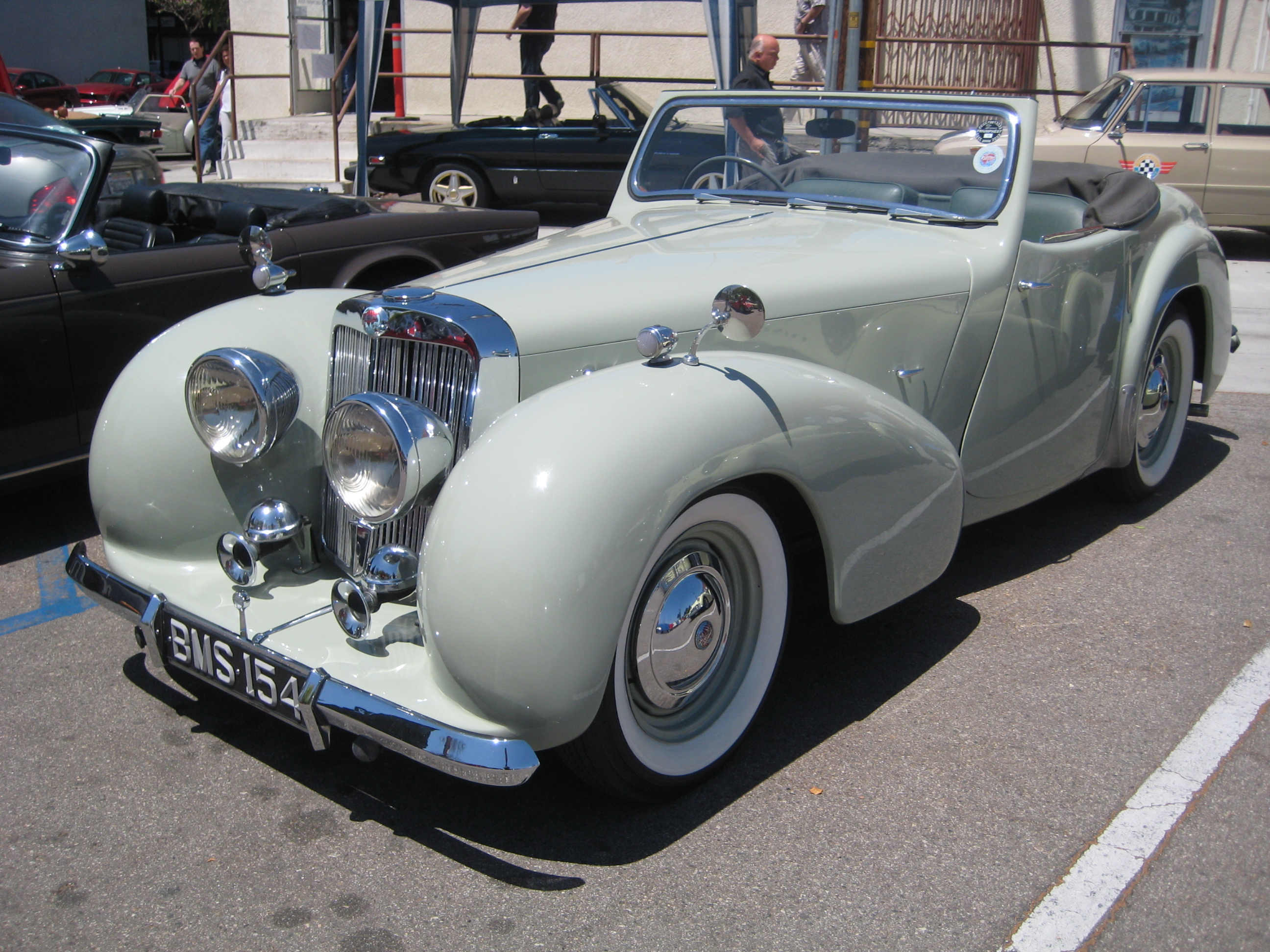
1946年 トライアンフ・1800 ロードスター

1944年11月、トライアンフ・モーター・カンパニーの残された資産と「トライアンフ」の商標はスタンダード・モーター・カンパニーによって買収された。同社は「トライアンフ・モーター・カンパニー・リミテッド」を子会社としてコヴェントリー郊外、カンリーのスタンダードの工場で生産を始めた。トライアンフの新たなオーナーは1938年以降、ジャガーとその前身に対してエンジンを供給していた。スタンダード・トライアンフの常務ジョン・ブラック卿と、ジャガーの創業者でデザイナーのウィリアム・ライオンズとの議論の後、ブラックの目的はトライアンフの名前の権利と、破産した事業の残りを得ることで、間もなく現れる戦後のジャガーと争うことのできる車を造ることであった。
戦前のトライアンフ・モデルは復活しなかった。そして1946年に新たなトライアンフが発表された。それはトライアンフ・ロードスターから始められた。ロードスターは鋼が不足していたため、アルミ製のボディを採用した。当時は航空機用の余剰アルミニウムが豊富に存在していた。同じエンジンが1800タウン・アンド・カントリー・サルーンに使用された。それは後にトライアンフ・レナウンと名付けられ、ジョン・ブラック卿によって選ばれたトライアンフのスタイルが採用された。同様のスタイルは後継のトライアンフ・メイフラワー・ライトサルーンにも採用された。これら3つのモデルは、戦前のモデルに使われた「グローヴ」バッジが取り付けられた。ブラック卿が会社を辞めることとなり、これらのモデルの後継車は開発されなかった。アルミ板はひどく高価になり、自動車産業では大部分が鋼板を使用するようになった。

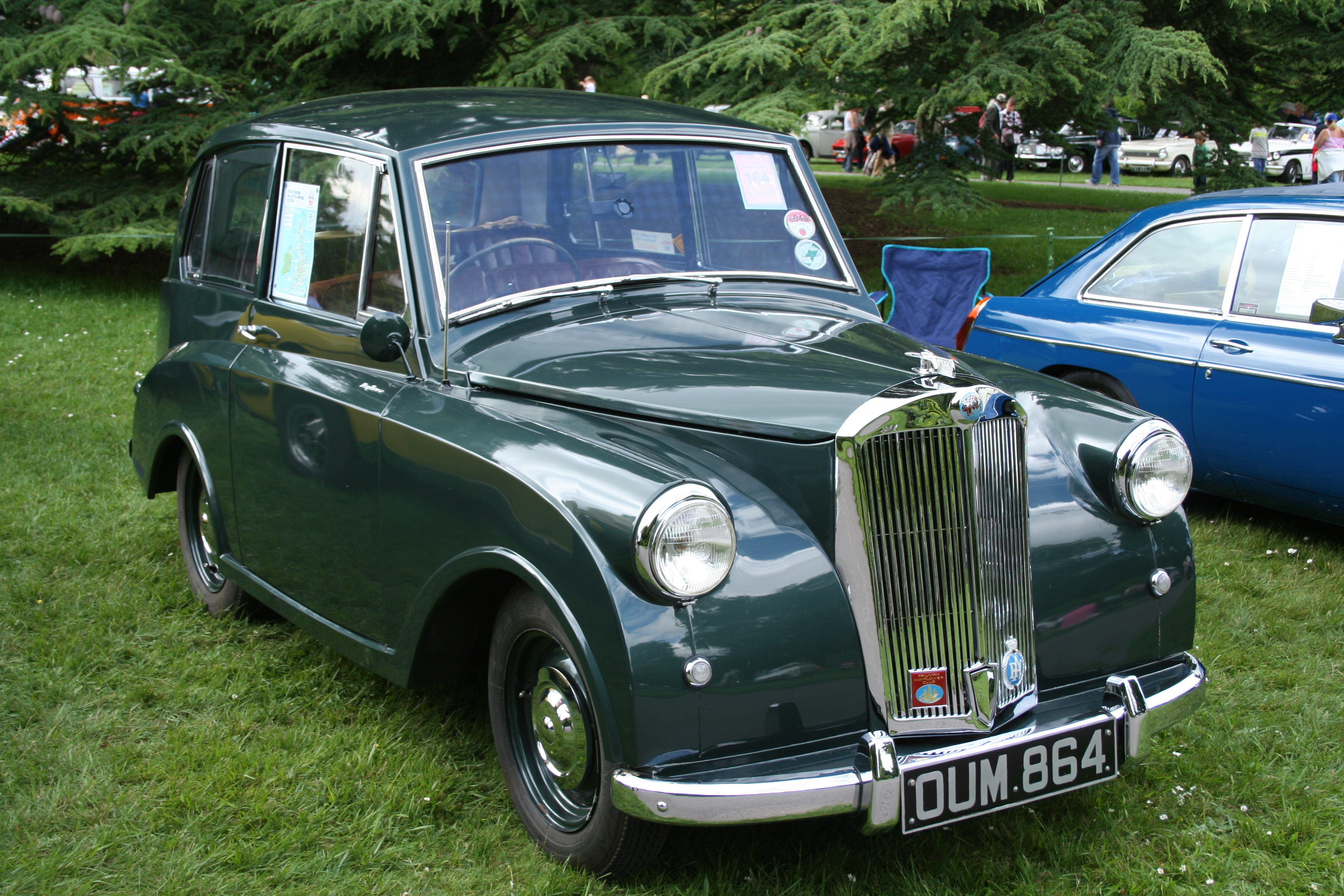
1950年 トライアンフ・メイフラワー

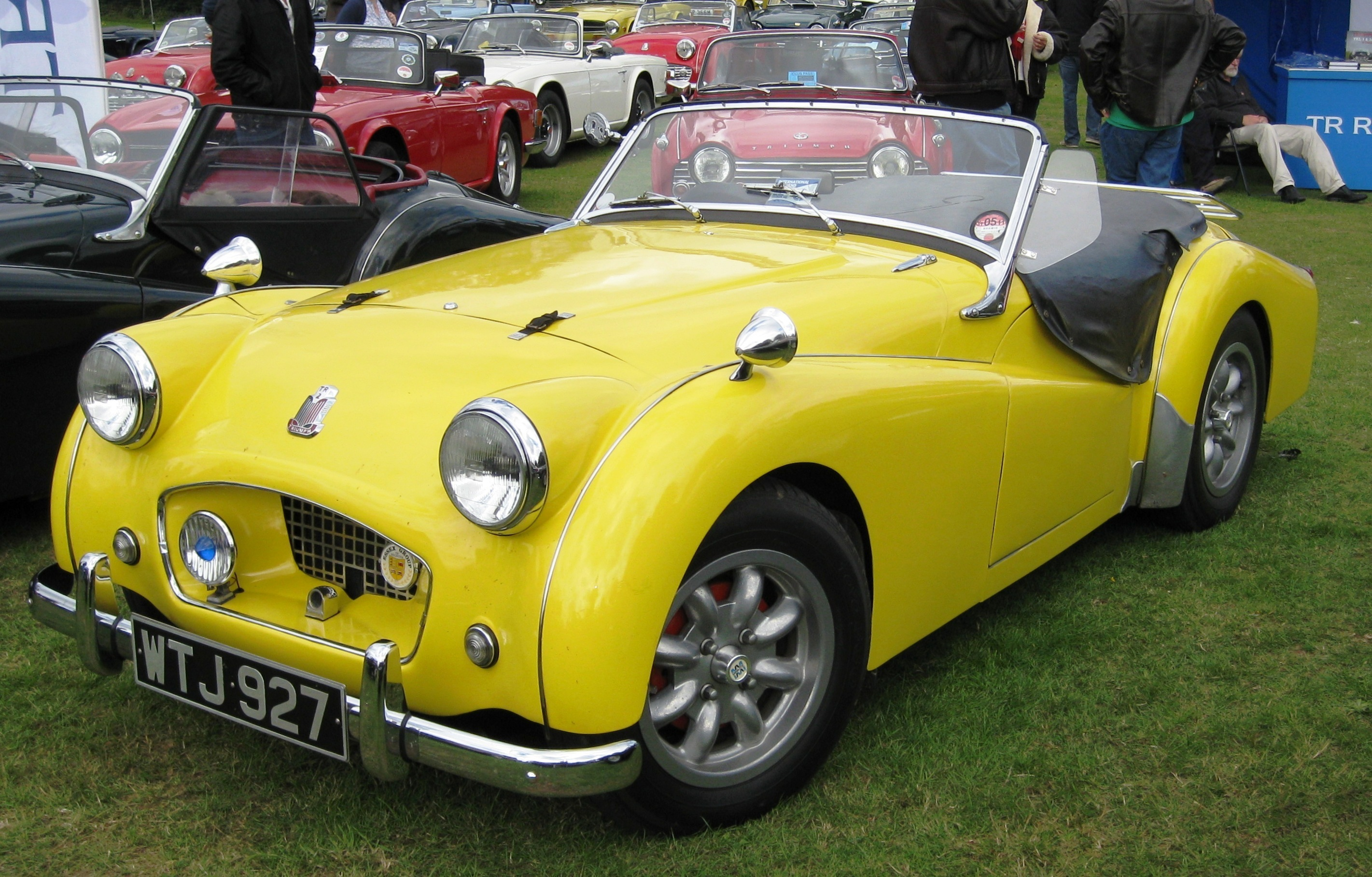
1955年 トライアンフ・TR2

1950年代初期に、トライアンフの名前はスポーツカー、スタンダードの名前はサルーンに使用されることが決定した。1953年に最初のTRシリーズとしてトライアンフ・TR2が発表された。TRシリーズはその後1981年まで生産された。奇妙なことに、TR2は前面にスタンダードのバッジが取り付けられ、ホイールキャップには「トライアンフ・グローヴ」があしらわれた。
スタンダードは小型サルーンをスタンダード・エイトおよびテンとして生産し、その後継車の開発に取り組んでいた。TRシリーズの成功は、トライアンフの名がスタンダードよりも市場向きの名称であると考えられることを意味していた。そして、1959年に発表された新車はトライアンフ・ヘラルドと名付けられた。イギリスで製造された最後のスタンダード車は、1963年にトライアンフ・2000によって取って代わられた。

### レイランドとそれ以後

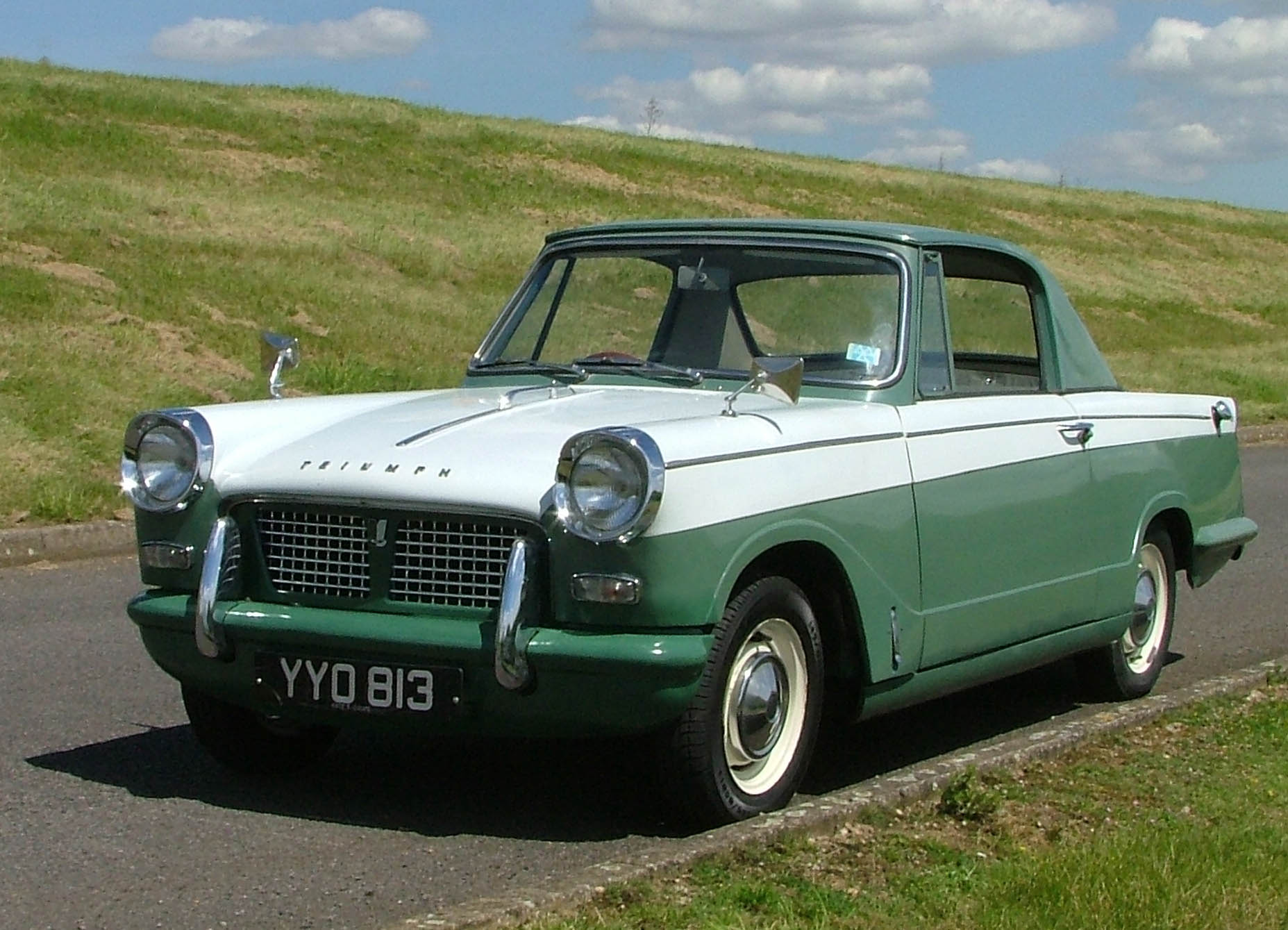
1960年 トライアンフ・ヘラルド 948cc クーペ

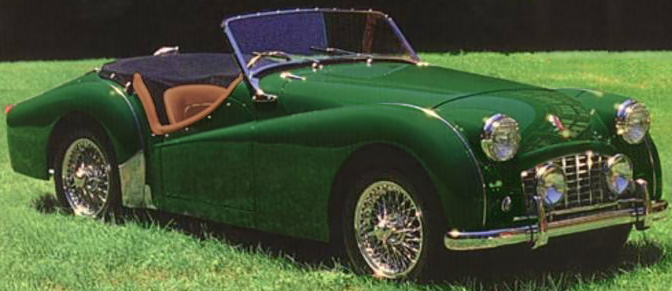
1955年-57年 トライアンフ・TR3

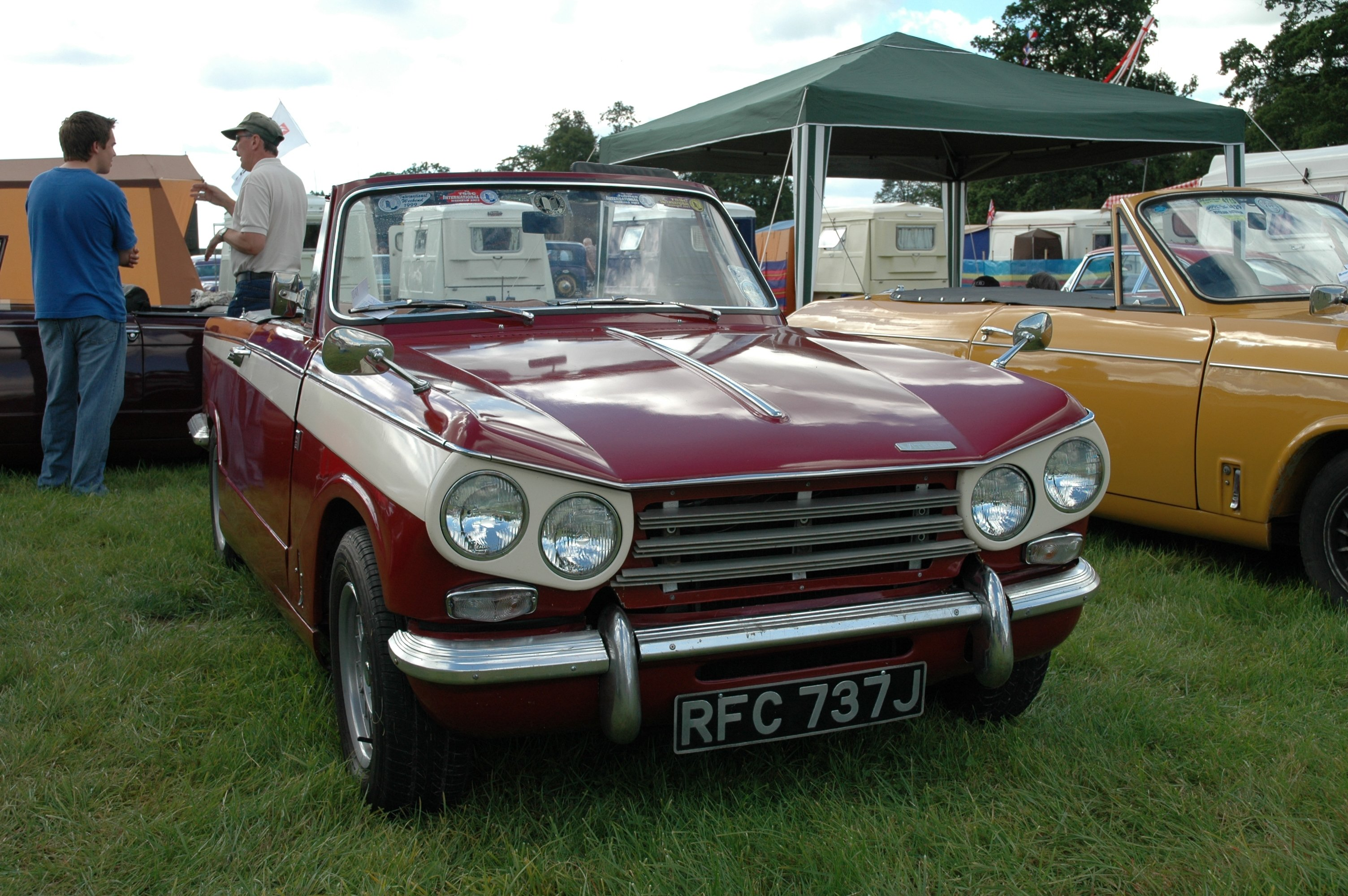
1970年 トライアンフ・ビデス Mk.2 コンバーチブル

スタンダード・トライアンフは1960年12月にレイランド・モーターズによって買収された。ドナルド・ストークスが1963年にスタンダード・トライアンフ部門の会長になった。更なる合併により1968年にはブリティッシュ・レイランド・モーターが形成された。
トライアンフは1959年にリヴァプールのスピークに組み立て工場を建設、その後も近代的な工場を徐々に増やし、年に10万台を生産できるようになった。しかしながら、生産施設が完全に活用されることは無く、最大で年3万台が生産されただけだった。60年代から70年代にかけてトライアンフはジョヴァンニ・ミケロッティがデザインしたサルーンおよびスポーツカーで成功した。その中には16バルブの4気筒エンジンを搭載した73年型ドロマイト・スプリントも含まれた。この頃のトライアンフは信頼性が低く、特に2.5 PI（燃料噴射システム）はその噴射の問題が多発した。オーストラリアでは夏季の高温のため電気燃料ポンプの中で燃料が気化し、頻繁な誤動作につながった。燃料噴射システムは国際競争の中でその性能を証明していたが、それは海抜3,000フィート (910 m)以上の高地において燃料混合物を調整するための機能が欠けていた。ルーカスの燃料噴射システムは人気が無く、ルーカスはそれを更に開発しようとは思わなかった。スタンダード・トライアンフのディーラーは、関連工場やフィールドベースの訓練コースに出席するのを嫌っていた。

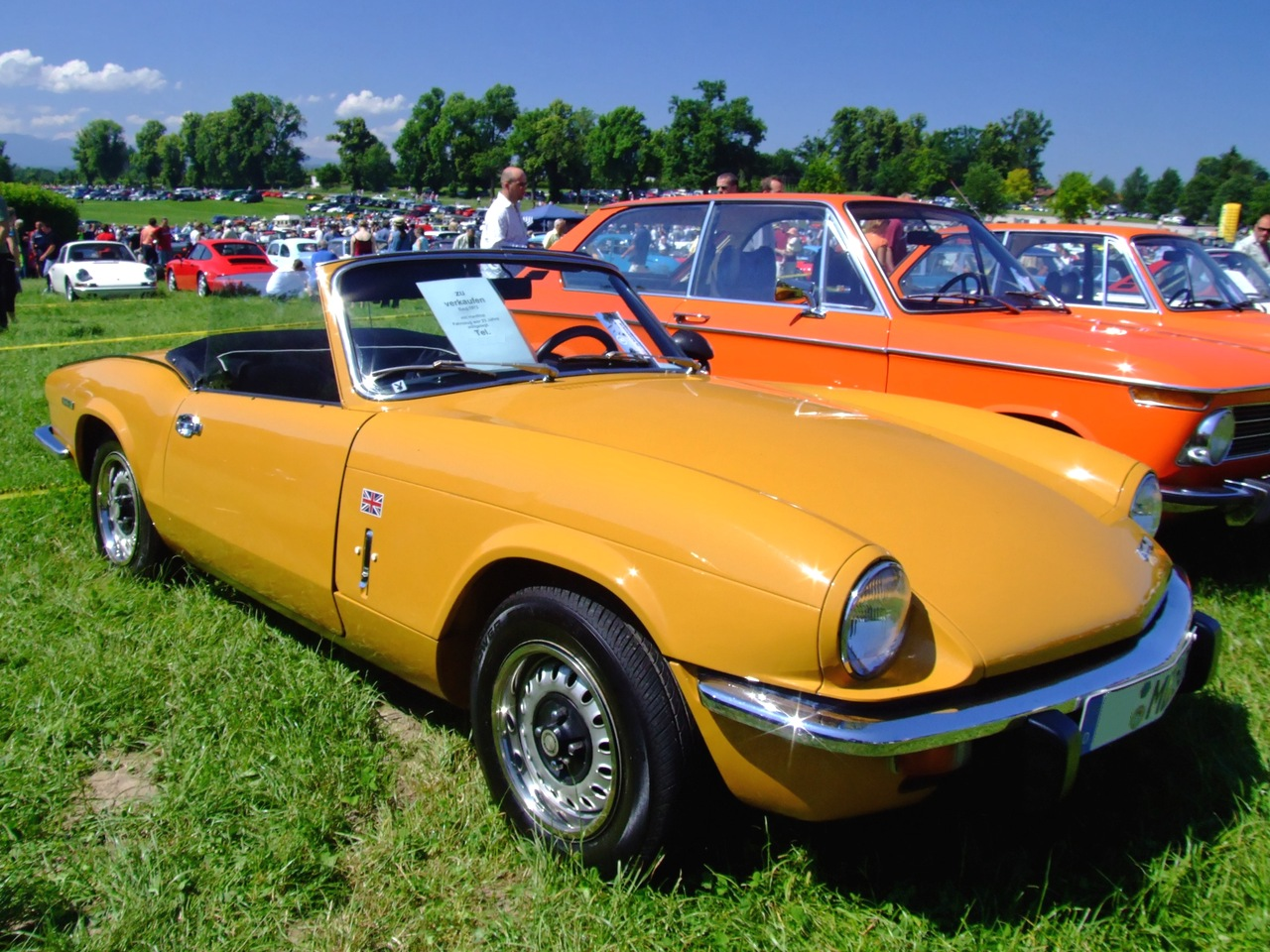
1973年 トライアンフ・スピットファイア

レイランドやブリティッシュ・レイランドの傘下にあった頃のトライアンフは、1970年代中頃に全ての自動車のモデルやブランドが短期間「レイランド・カーズ」としてまとめられた時期を除いて、大部分の期間「ローバー・トライアンフ」、後には「ジャガー・ローバー・トライアンフ」の名称で特別部門として生産が行われた。
「ローバー・トライアンフ」として全てが新しく開発されたトライアンフは、TR7のみで、それは生産工場が3つ連続して閉鎖されたという不幸に見舞われた。スピーク工場はレイランド時代に十分に機能せず、続いてスタンダードのオリジナルの工場であったカンリー、そして最後はローバーのソリフル工場であった。スピーク工場が閉鎖されたとき、TR7をベースとした生産車種の拡大計画（コードネーム「リンクス」のファストバックを含む）は終了した。4気筒のTR7と、短命に終わった8気筒拡大型のTR8は、ソリフル工場のロードカー生産ラインが閉鎖された時にその生涯を終えた。（工場自体はランドローバーの生産を続けた。）

### トライアンフの終焉
トライアンフとしての最後のモデルはアクレイムであった。これは1981年に投入されたが、ホンダのバラードをオックスフォードのカウリーに所在する元モーリスの工場でライセンス生産した物であった。1984年に新型シビック/バラードがローバー・200として生産されることとなり、トライアンフの名は消滅した。ブリティッシュ・レイランドの自動車部門もオースチン・ローバー・グループと名乗ることとなり、モーリスの名もトライアンフ同様消滅した。

### 現在の所有者

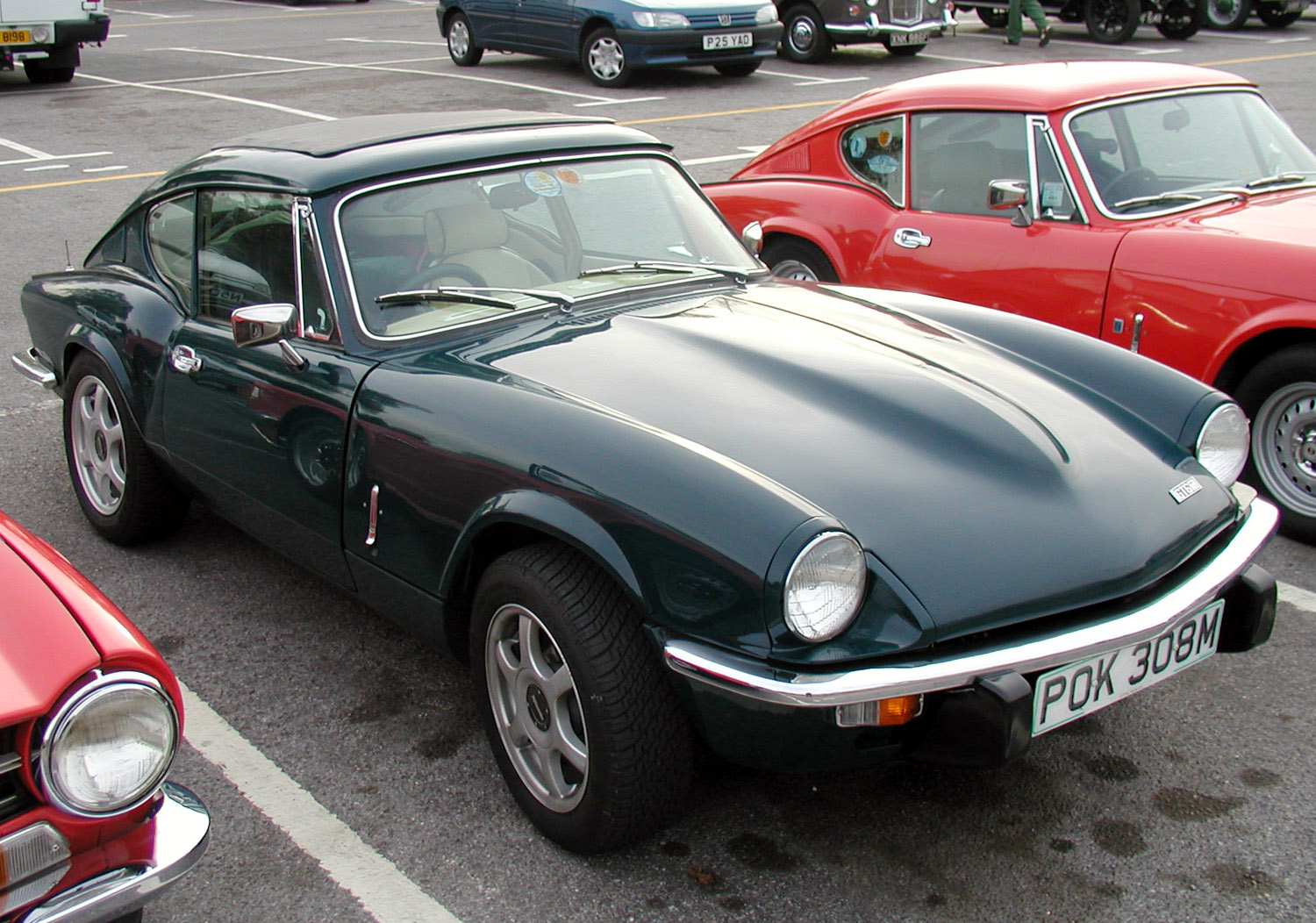
1974年 トライアンフ・GT6 クーペ

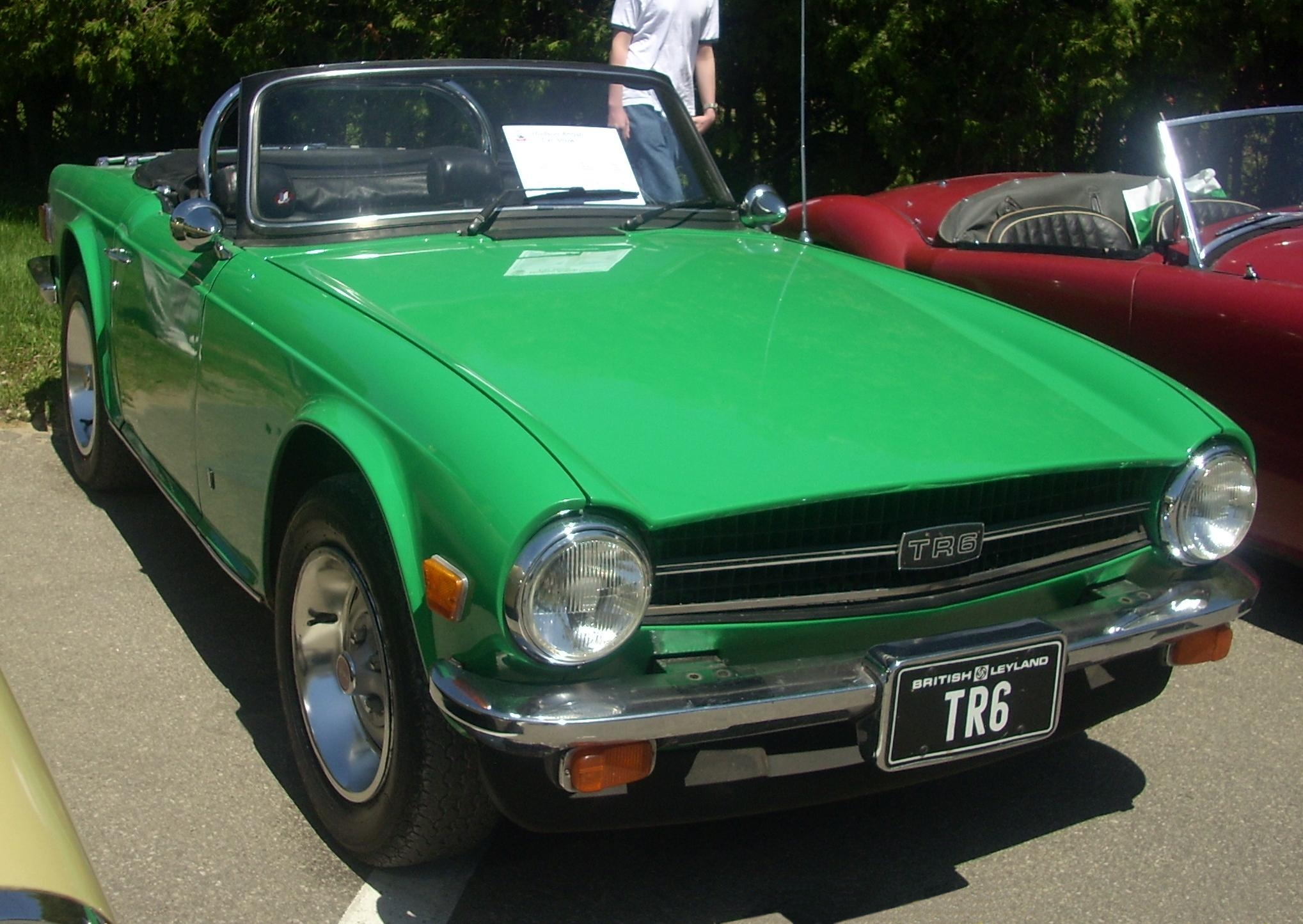
1976年 トライアンフ・TR6

「トライアンフ」の商標は現在BMWが所有している。BMWは1994年にローバー・グループを買収し、2000年にローバーを売却したが、その際に「トライアンフ」の商標は手放さなかった。ローバーを買収したフェニックス・コンソーシアムは「トライアンフ」の商標を買収しようと試みたが、BMWはこれを拒絶し、フェニックスがもしそれを主張するならば、取引は破談になると宣言した。「スタンダード」の商標はブリティッシュ・モーター・ヘリテージに譲渡された。同商標は現在もブリティッシュ・モーター・ヘリテージが保有し、同社は「トライアンフ」の商標もスペアパーツや現存するトライアンフ車の整備に関して使用することができる。
「トライアンフ」は「ライレー」や「ミニ」同様現在もBMWが保有している。2007年後半、「オート・エクスプレス」誌は、トライアンフがBMW傘下で復活するという噂が現在も続いているとし、新型のTR4のイメージ図と共に掲載した。BMWはこの件に関して公式にコメントしなかった。

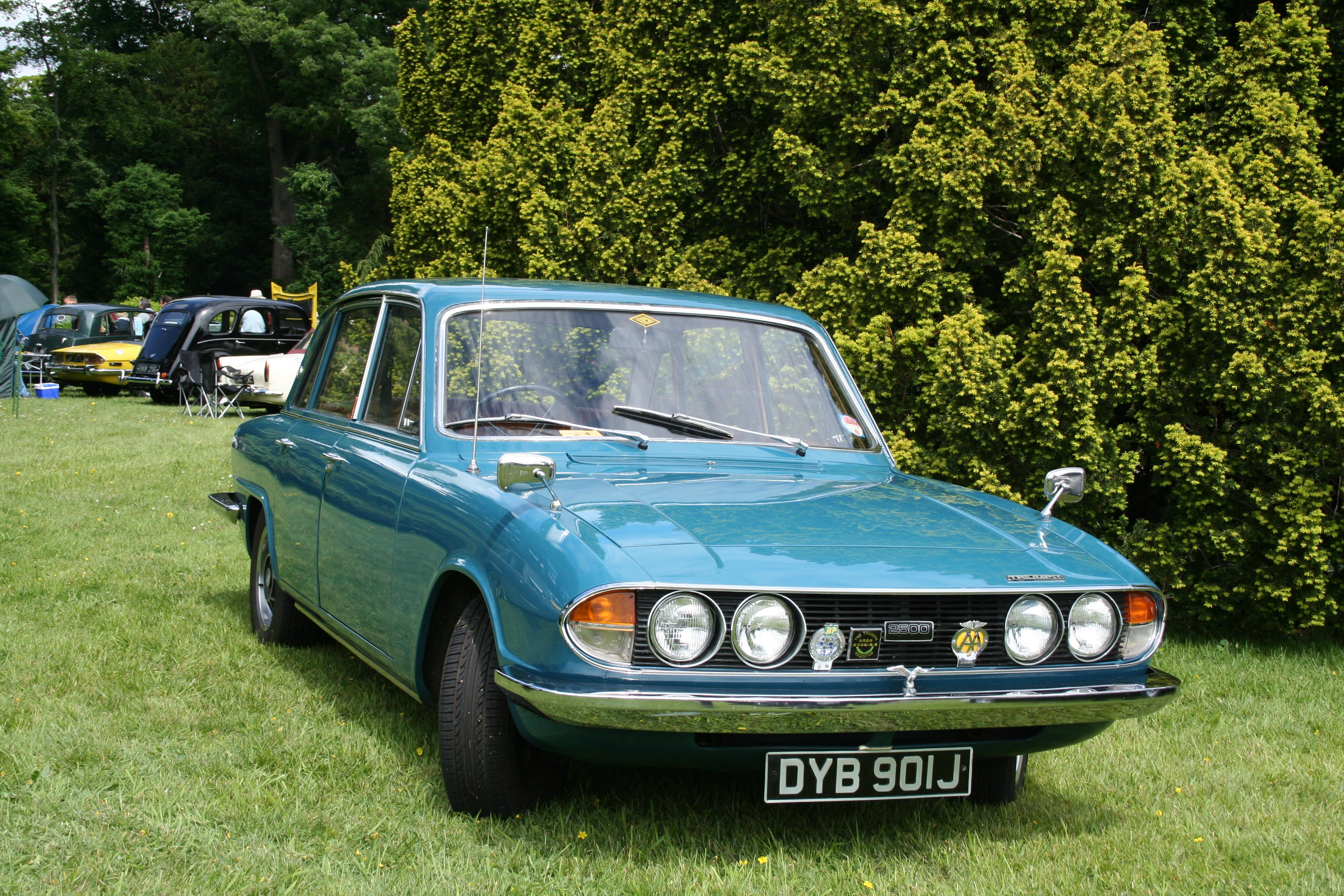
トライアンフ・2.5PI

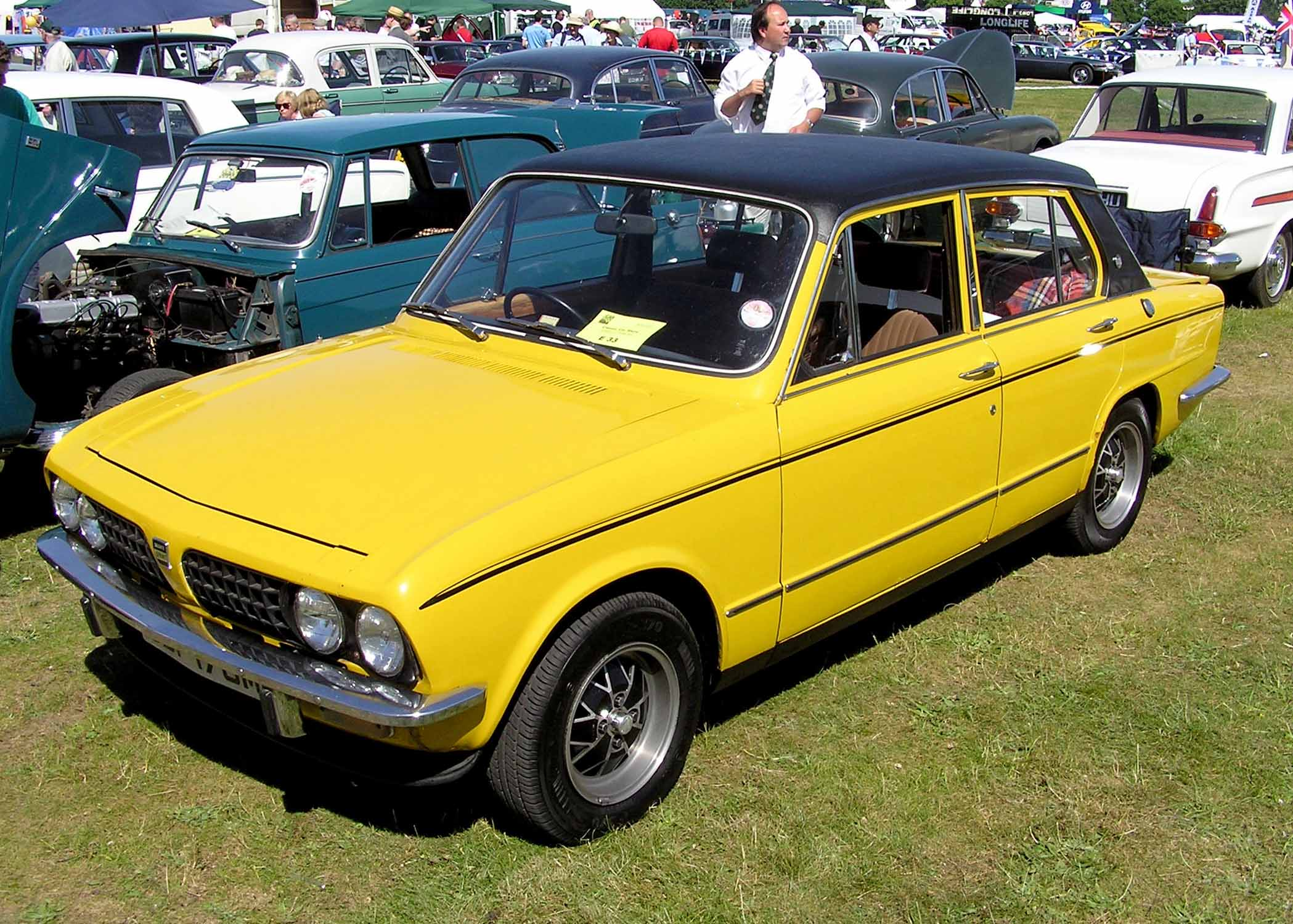
1973年 トライアンフ・ドロマイト・スプリント

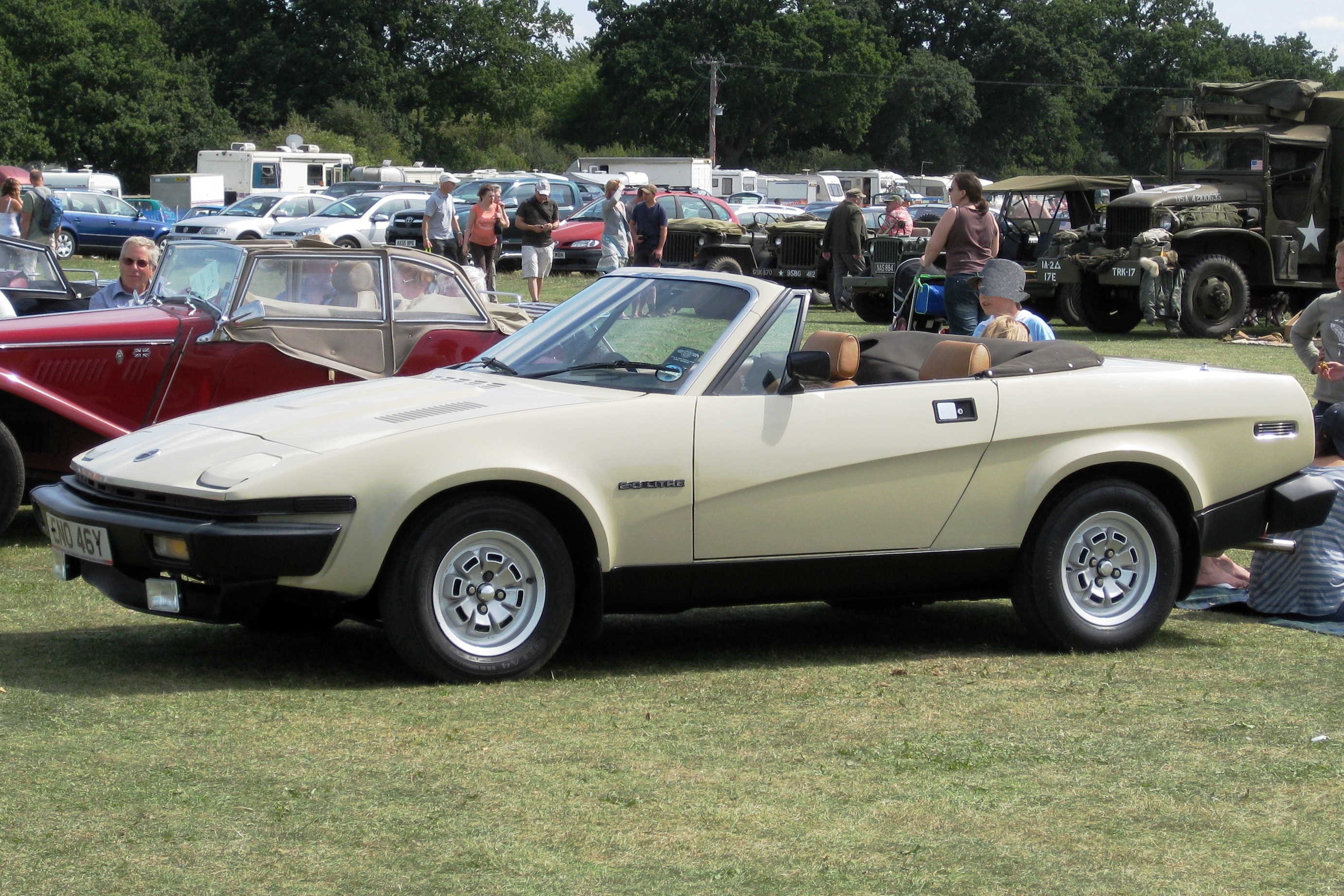
1982年 トライアンフ・TR7 カブリオレ

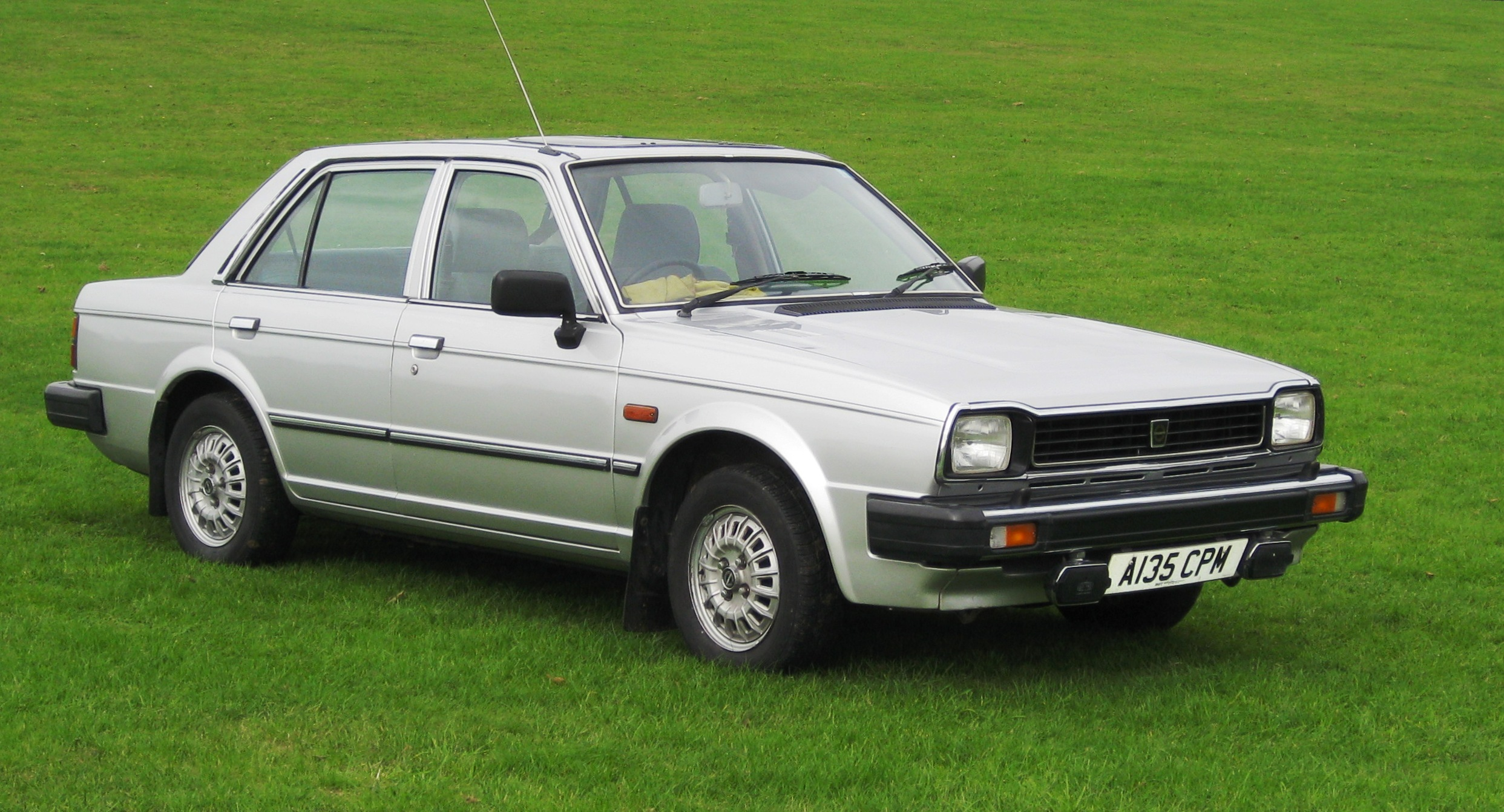
1983年 トライアンフ・アクレイム

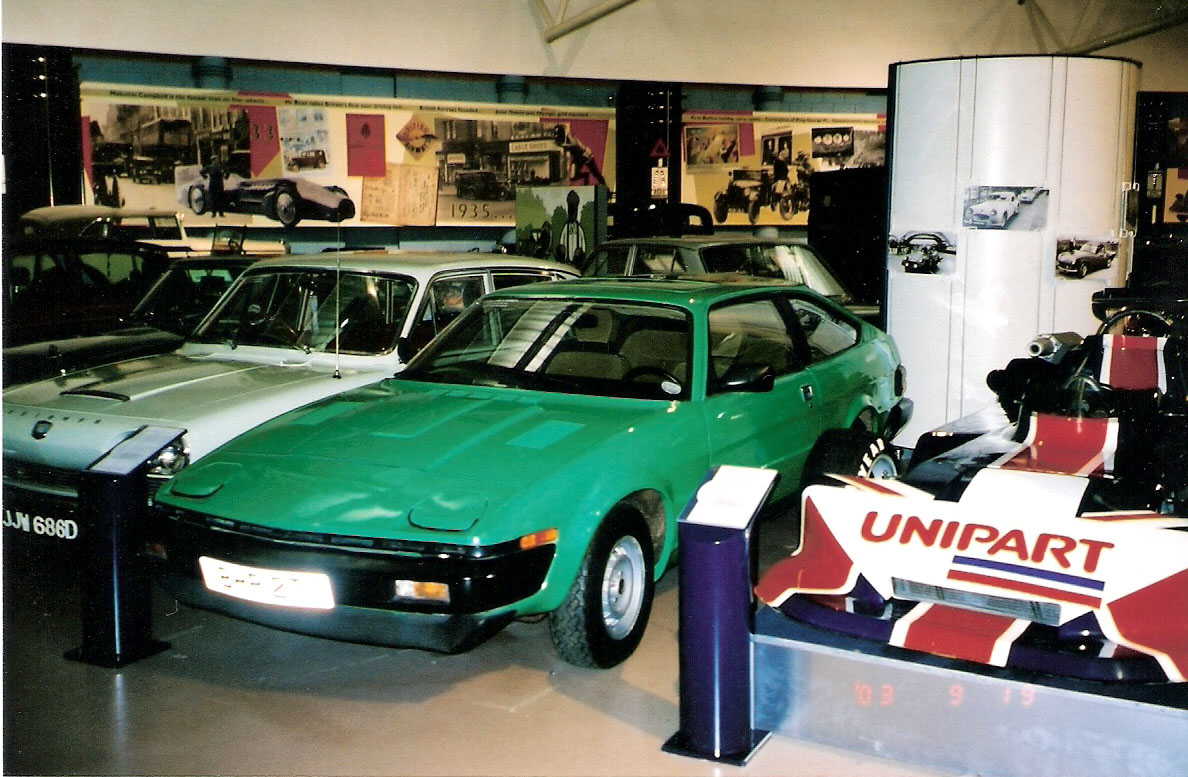
トライアンフ・リンクス

## 車種一覧

### 戦前
| 車名                                           | エンジン                 | 年        |
| ---------------------------------------------- | ------------------------ | --------- |
| トライアンフ・10/20                            | 1393 cc 直列4気筒        | (1923-25) |
| トライアンフ・13/35、12.8                      | 1872 cc 直列4気筒        | (1927-27) |
| トライアンフ・15/50、フィフティーン            | 2169 cc 直列4気筒        | (1926-30) |
| トライアンフ・スーパー7                        | 747 cc 直列4気筒         | (1928)    |
| トライアンフ・スーパー8                        | 832 cc 直列4気筒         | (1930)    |
| トライアンフ・スーパー9                        | 1018 cc 直列4気筒        | (1931)    |
| トライアンフ・グロリア 10                      | 1087 cc 直列4気筒        | (1933)    |
| トライアンフ・12-6 スコーピオン                | 1203 cc 直列6気筒        | (1931-33) |
| トライアンフ・サザンクロス                     | 1087/1232 cc 直列4気筒   | (1932)    |
| トライアンフ・グロリア ('12' / '12') フォー    | 1232/1496 cc 直列4気筒   | (1934-37) |
| トライアンフ・グロリア ('6' / '6/16') シックス | 1476/1991 cc 直列6気筒   | (1934-35) |
| トライアンフ・グロリア 14                      | 1496/1767 cc 直列4気筒   | (1937-38) |
| トライアンフ・ドロマイト 8                     | 1990 cc 直列8気筒 (DOHC) | (1934)    |
| トライアンフ・ドロマイト ビテス 14             | 1767/1991 cc 直列4気筒/6 | (1937-38) |
| トライアンフ・ビテス                           | 1767/1991 cc 直列4気筒/6 | (1936-38) |
| トライアンフ・ドロマイト 14/60                 | 1767/1991 cc 直列4気筒/6 | (1937-39) |
| トライアンフ・ドロマイト ロードスター          | 1767/1991 cc 直列4気筒/6 | (1937-39) |
| トライアンフ・12                               | 1496 cc 直列4気筒        | (1939-40) |

### 戦後
| 車名                                                            | エンジン          | 年      | 生産台数 |
| --------------------------------------------------------------- | ----------------- | ------- | -------- |
| トライアンフ・1800 サルーン                                     | 1776 cc 直列4気筒 | 1946-49 |          |
| トライアンフ・1800 ロードスター                                 | 1776 cc 直列4気筒 | 1946-48 |          |
| トライアンフ・2000 サルーン                                     | 2088 cc 直列4気筒 | 1949    |          |
| トライアンフ・2000 ロードスター                                 | 2088 cc 直列4気筒 | 1948-49 |          |
| トライアンフ・レナウン                                          | 2088 cc 直列4気筒 | 1949-54 |          |
| トライアンフ・メイフラワー                                      | 1247 cc 直列4気筒 | 1949-53 |          |
| トライアンフ TR1 / 20TS                                         | 2208 cc 直列4気筒 | 1950    |          |
| トライアン TR2                                                  | 1991 cc 直列4気筒 | 1953-55 | 8,636    |
| トライアンフ TR3                                                | 1991 cc 直列4気筒 | 1956-58 |          |
| トライアンフ TR3A                                               | 1991 cc 直列4気筒 | 1958-62 |          |
| トライアンフ TR3B                                               | 2138 cc 直列4気筒 | 1962    |          |
| トライアンフ イタリア                                           | 1991 cc 直列4気筒 | 1959-62 |          |
| トライアンフ TR4                                                | 2138 cc 直列4気筒 | 1961-65 |          |
| トライアンフ TR4A                                               | 2138 cc 直列4気筒 | 1965-67 |          |
| トライアンフ TR5                                                | 2498 cc 直列6気筒 | 1967-69 |          |
| トライアンフ TR250                                              | 2498 cc 直列6気筒 | 1967-69 |          |
| トライアンフ ドーヴ GTR4                                        | 2138 cc 直列4気筒 | 1961-64 |          |
| トライアンフ TR6                                                | 2498 cc 直列6気筒 | 1969-76 |          |
| トライアンフ TR7                                                | 1998 cc 直列4気筒 | 1975-81 |          |
| トライアンフ TR8                                                | 3528 cc V8        | 1978-81 |          |
| トライアンフ・スピットファイア 4 （スピットファイア Mk I）      | 1147 cc 直列4気筒 | 1962-65 | 45,763   |
| トライアンフ・スピットファイア Mk II                            | 1147 cc 直列4気筒 | 1965-67 | 37,409   |
| トライアンフ・スピットファイア Mk III                           | 1296 cc 直列4気筒 | 1967-70 | 65,320   |
| トライアンフ・スピットファイア Mk IV                            | 1296 cc 直列4気筒 | 1970-74 | 70,021   |
| トライアンフ・スピットファイア 1500                             | 1493 cc 直列4気筒 | 1974-80 | 95,829   |
| トライアンフ・GT6                                               | 1998 cc 直列6気筒 | 1966-73 | 40,926   |
| トライアンフ・ヘラルド                                          | 948 cc 直列4気筒  | 1959-64 |          |
| トライアンフ・ヘラルド 1200                                     | 1147 cc 直列4気筒 | 1961-70 |          |
| トライアンフ・ヘラルド 12/50                                    | 1147 cc 直列4気筒 | 1963-67 |          |
| トライアンフ・ヘラルド 13/60                                    | 1296 cc 直列4気筒 | 1967-71 |          |
| トライアンフ・クーリエ                                          | 1147 cc 直列4気筒 | 1962-66 |          |
| トライアンフ・ビテス 6                                          | 1596 cc 直列6気筒 | 1962-66 |          |
| トライアンフ・ビテス スポーツ 6（ビテス 6のアメリカバージョン） | 1596 cc 直列6気筒 | 1962-64 |          |
| トライアンフ・ビテス 2リッター、ビテス マーク2                  | 1998 cc 直列6気筒 | 1966-71 |          |
| トライアンフ・1300                                              | 1296 cc 直列4気筒 | 1965-70 |          |
| トライアンフ・1300 TC                                           | 1296 cc 直列4気筒 | 1967-70 |          |
| トライアンフ・1500                                              | 1493 cc 直列4気筒 | 1970-73 |          |
| トライアンフ・1500 TC                                           | 1493 cc 直列4気筒 | 1973-76 |          |
| トライアンフ・スタッグ                                          | 2997 cc V8        | 1971-77 |          |
| トライアンフ・トレド                                            | 1296 cc 直列4気筒 | 1970-78 |          |
| トライアンフ・ドロマイト 1300                                   | 1296 cc 直列4気筒 | 1976-80 |          |
| トライアンフ・ドロマイト 1500                                   | 1493 cc 直列4気筒 | 1976-80 |          |
| トライアンフ・ドロマイト 1500 HL                                | 1493 cc 直列4気筒 | 1976-80 |          |
| トライアンフ・ドロマイト 1850                                   | 1850 cc 直列4気筒 | 1972-76 |          |
| トライアンフ・ドロマイト 1850 HL                                | 1850 cc 直列4気筒 | 1976-80 |          |
| トライアンフ・ドロマイト スプリント                             | 1998 cc 直列4気筒 | 1973-80 |          |
| トライアンフ・2000 Mk1, Mk2, TC                                 | 1998 cc 直列6気筒 | 1963-77 |          |
| トライアンフ・2.5 PI Mk1, Mk2                                   | 2498 cc 直列6気筒 | 1968-75 |          |
| トライアンフ・2500 TC & S                                       | 2498 cc 直列6気筒 | 1974-77 |          |
| トライアンフ・アクレイム                                        | 1335 cc 直列4気筒 | 1981-84 | 133,625  |

## 試作車
- トライアンフ・TR7 スプリント
- トライアンフ・フューリー
- トライアンフ・リンクス

## トライアンフをベースとした車種
| ヴェール・スペシャル | (1932-36) スーパー8およびグロリアをベースに製作された2シーター。                                                          |
| スワロー・ドレッティ | (1954-55) |
| アンフィカー         | (1961-68) トライアンフ・ヘラルドのエンジンを使用。                                                                        |
| ボンド・エキップ GT  | (1964-67) |
| パンサー・リオ       | (1975-77) トライアンフ・ドロマイトをベースに開発された。                                                                  |
| フェアソープ・カーズ | |
| サーブ・99           | ドイツフォードのV4エンジンの供給終了後、トライアンフのエンジンを使用。                                                    |
| ロータス・セブン     | (1960-68) 第2シリーズは多くのスタンダード・トライアンフの部品を流用。                                                     |
| デイムラー・SP250    | ギアボックスとサスペンションに様々なトライアンフの部品を流用、ギアボックスはトライアンフ製をコピーした物。                |
| ジェンセン・ヒーレー | Mk. I が TR-6 のフロントブレーキを流用。                                                                                  |
| MG・ミジェット 1500  | (1975-79) ゴム製バンパーを持つミジェットが1493ccのL-4エンジンおよびギアボックスをトライアンフ・スピットファイアから流用。 |

## 参照
1. 1 2 3  Robson, Graham (1972). The Story of Triumph Sports Cars. MRP. ISBN 0-900549-23-8
2. 1 2  Georgano, N. (2000). Beaulieu Encyclopedia of the Automobile. London: HMSO. ISBN 1-57958-293-1
3. ↑  “Alfa Romeo 8C 2300”. rickcarey.com. 2007年8月16日閲覧。
4. ↑  Langworth, Richard M. (Second Quarter 1973). “Trundling Along With Triumph - The story thus far...”. Automobile Quarterly (Automobile Quarterly Inc.) 11 (2):  128-129. LCCN 62--4005.
5. ↑  Robson, Graham (1982). Triumph Spitfire and GT6. London: Osprey Publishing Ltd. p. 8. ISBN 0-85045-452-2
6. ↑  “Goodbye Standard long live Triumph”. Motor:  39-40. (15 May 1976).
7. 1 2  “Closure of the Triumph TR7 Factory in Speke, Merseyside, 1978: ‘The Shape of Thingsto Come’?”.   Academia.edu]. 2013年8月29日閲覧。
8. ↑  Original Triumph TR, Bill Piggott, ISBN 1-870979-24-9
9. 1 2 3 4 5 6  Robson, Graham (1982). Triumph Spitfire and GT6. Osprey Publishing. p. 187. ISBN 0-85045-452-2
10. ↑  “The Unofficial Austin-Rover Web Resource”. 2016年6月30日閲覧。
11. ↑  Long, Brian (2008). Daimler V8 S.P. 250 (2nd ed.). Veloce Publishing. p. 168. ISBN 1-9047-8877-7. "Clearly based on a Triumph unit, the SP's manual gearbox is rather weak for such a powerful engine. First gear has a tendency to strip if misused by the driver, but most gearbox parts are replaceable with Triumph components."
12. ↑  Robson, Graham; Bonds, Ray (2002). “Daimler SP250 ('Dart')”. The Illustrated Directory of Sports Cars. MBI Publishing. p. 129. ISBN 0-7603-1418-7. "The new car, which Daimler wanted to call the 'Dart' until Dodge complained that it held the trade mark rights to that name, had a chassis and suspension layout which was unashamedly and admittedly copied from that of the Triumph TR3A (both cars were built in Coventry, England), as was the gearbox."